# Orbara
Orbara è un comune spagnolo di 59 abitanti situato nella comunità autonoma della Navarra.